# سوسکچه‌های نخستین آگاثوبلوس
سوسکچه‌های نخستین آگاثوبلوس(نام علمی: Agathobelus) نام یک سرده از زیرخانواده سوسکچه‌های نخستین بلینا است.